# Kristen Faulkner
Pour les articles homonymes, voir Faulkner.
Kristen Faulkner, née le 18 décembre 1992 à Homer, est une coureuse cycliste et rameuse américaine. Elle est notamment championne olympique sur route et de la poursuite par équipes en 2024.

## Biographie
Kristen Faulkner a grandi à Homer, une ville de 5 000 habitants en Alaska connue pour sa pêche au flétan. Elle a trois frères et une sœur. Elle fait son lycée à la Phillips Academy. Elle y pratique la course, la nage et l'aviron. En 2010, elle est vice-championne du monde junior sur l'épreuve féminine de huit. Étudiante en science de l'information à l'Université Harvard. Elle est membre de l'équipe d'aviron de l'Université pendant deux ans. 
En 2016, elle termine ses études en informatique avec un Bachelor. Elle travaille ensuite comme banquière d'investissement pour Threshold Ventures, une société de capital-risque de la Silicon Valley.

## Carrière cycliste

### Débuts
Elle fait ses débuts en compétition cycliste en 2016 à New York. En 2018, elle déménage dans la Baie de San Francisco et rejoint l'équipe cycliste Tibco-Silicon Valley Bank en 2020 à l'âge de 27 ans. La même année, elle remporte son premier succès lors d'une étape du Tour de l'Ardèche. En 2021, elle gagne une étape du Tour de Norvège et se classe troisième du classement général de cette course. Elle est ensuite troisième  du Grand Prix de Plouay, son premier podium sur une course du World Tour.

### 2022: deux étapes du Giro et deuxième du Tour de Suisse
En 2022, elle rejoint l'équipe BikeExchange-Jayco. Au Tour du Pays basque, à seize kilomètres de l'arrivée de la première étape, Kristen Faulkner contre. Demi Vollering et Pauliena Rooijakkers la rejoignent. Elles ne sont plus reprises. Faulkner est troisième. Elle est dixième le lendemain. Elle conclut la course espagnole à la troisième place du classement général.
Au Women's Tour, sur la quatrième étape, Faulkner fait de nouveau partie des favorites qui attaquent dans la côte d'Hirnant Bank. Elle est huitième. Dans la montée vers la Black Mountain, elle reste avec les meilleures et se classe quatrième. Au classement général final, Kirsten Faulkner est septième. Au Tour de Suisse, Kristen Faulkner est dixième de la première étape. Sur le contre-la-montre, elle s'impose et prend la tête du classement général. Dans la dernière étape, Lucinda Brand et Jolanda Neff attaquent dans la descente du Wolfgangpass. Neff et Brand comptent cinquante secondes d'avance sur le groupe Faulkner au pied de la montée finale. Peu après, Brand distance Neff. Derrière, Faulkner et Rooijakkers ne ménagent pas leurs efforts. Faulkner revient sur Brand juste avant la flamme rouge. Dans le dernier virage, Faulkner chute néanmoins. Lucinda Brand remporte ainsi l'étape et la course.
Au Tour d'Italie, Kristen Faulkner remporte le contre-la-montre inaugural devant Georgia Baker. Kristen Faulkner fait partie du groupe de favorites qui se détachent dans le difficile final de la sixième étape et se classe quatrième . Sur la huitième étape, Kristen Faulkner sort avec d'autres dans le Passo Bordala. Elle s'isole progressivement et débute l'ultime difficulté avec une minute trente d'avance. Annemiek van Vleuten la reprend. Faulkner termine quatrième. Le jour suivant, Gaia Realini et Kristen Faulkner attaquent environ à la moitié de l'ascension du Fai della Paganella. Elles sont rejointes par d'autres coureuses par la suite. Dans le Passo Daone, Faulkner s'isole. Elle résiste cette fois aux favorites. Elle s'impose et s'empare de la tête du classement de la montagne. Elle le conserve jusqu'à la fin de l'épreuve et se classe onzième du général final. Fin juillet, elle participe pour la première fois au Tour de France Femmes. En fin d'année, elle termine sixième du championnat du monde du contre-la-montre.

### 2023: titre aux Jeux panaméricains
Longtemps échappée sur les Strade Bianche, elle est finalement dépassée dans le dernier kilomètre par Demi Vollering et Lotte Kopecky. Initialement troisième, elle est disqualifiée quelques jours plus tard en raison de l'utilisation d'un glucomètre, appareil interdit par l'UCI pendant les courses. En fin d’année, elle remporte le contre-la-montre individuel aux Jeux panaméricains.

### 2024: double championne olympique
Kristen Faulkner s'engage avec la nouvelle équipe américaine EF Education-Cannondale en 2024. En début de saison, elle gagne l'Omloop van het Hageland, ainsi que deux étapes du Trofeo Ponente in Rosa et se classe deuxième du classement général. Le 1er mai, elle gagne en solitaire la 4e étape de La Vuelta Femenina. Trois jours plus tard, elle prend la deuxième place de la 7e étape et termine finalement douzième du classement général. Elle termine deuxième au championnat des États-Unis du contre-la-montre derrière Taylor Knibb, puis remporte la course en ligne.
Le 4 août, elle remporte la course en ligne des Jeux olympiques en solitaire, devant Marianne Vos et Lotte Kopecky. Elle remporte quelques jours plus tard l’épreuve de poursuite par équipes sur piste avec le quatuor américain.

## Palmarès sur route

### Par années
- 2020
  - 4e étape du Tour de l'Ardèche
- 2021
  - 1re étape du Tour de Norvège
  - 3e du Tour de Norvège
  - 3e du Grand Prix de Plouay
- 2022
  - 2e étape du Tour de Suisse (contre-la-montre)
  - 1re (contre-la-montre) et 9e étapes du Tour d'Italie
  - 2e du Tour de Suisse
  - 3e de la Classique féminine de Navarre
  - 3e du Tour du Pays basque
  - 6e du championnat du monde du contre-la-montre
  - 7e du Women's Tour
- 2023
  -  Médaillée d'or du contre-la-montre aux Jeux panaméricains
- 2024
  -  Championne olympique sur route
  -  Championne des États-Unis sur route
  - Omloop van het Hageland
  - 2e et 3e étapes du Trofeo Ponente in Rosa
  - 4e étape de La Vuelta Femenina
  - 2e du championnat des États-Unis du contre-la-montre
  - 2e du Trofeo Ponente in Rosa
  - 6e des Strade Bianche
- 2025
  -  Championne des États-Unis sur route
  - 2e du championnat des États-Unis du contre-la-montre

### Résultats sur les grands tours

#### Tour d'Italie
2 participations :
- 2021 : non partante (8e étape)
- 2022 : 11e, vainqueur des 1re et 9e étapes,  Classement de la meilleure grimpeuse,  Maillot rose pendant 1 jour.

#### Tour de France
3 participations :
- 2022 : 40e
- 2024 : 38e
- 2025 : abandon (5e étape)

#### Tour d'Espagne
3 participations :
- 2023 : 28e
- 2024 : 12e, vainqueur de la 4e étape
- 2025 : 50e

### Classements mondiaux
| Année                                 | 2020 | 2021 | 2022 | 2023 | 2024 |
| ------------------------------------- | ---- | ---- | ---- | ---- | ---- |
| Classement UCI                        | 177e | 24e  | 26e  | 250e | 26e  |
| UCI World Tour                        | 92e  | 12e  | 25e  | 149e | 64e  |
|                                       |      |      |      |      |      |
| Légende : nc = non classéSource : UCI |      |      |      |      |      |

## Palmarès sur piste

### Jeux olympiques
- Paris 2024
  -  Médaillée d'or de la poursuite par équipes

## Palmarès en aviron
- Račice 2010
  -  Médaillée d'argent du championnat du monde en huit junior